# گوار (اراک)
گَوار، روستایی از توابع بخش مرکزی شهرستان اراک در استان مرکزی ایران است.

این روستا براساس سرشماری مرکز آمار ایران در سال ۱۳۸۵، جمعیت آن ۲٬۶۸۲ نفر (۷۸۴خانوار) بوده‌است..

## جغرافیا
روستای گوار در دهستان سده و در ۱۵ کیلومتری جنوب غربی شهر اراک واقع شده‌است. روستای گوار هم‌جوار با روستاهای عقیل آباد، علی‌آباد، گوشه، سیرکند، چشمه پهن، بان و خورزن علیا است. گوار بزرگترین روستای منطقه قره کهریز می‌باشد.
منطقه گردشگری خورزن و قشلاق با دره‌ها و چشمه‌سارهای طبیعی در شمال این روستا و وجود باغ‌ها، قنات‌ها، و همچنین وجود بقعه امام‌زادگان قاسم و علی از نوادگان امام حسن مجتبی از دیدنی‌های روستا است.
دو رشته قنات قزل کهریز و قنات حسین‌آباد از جمله قنوات این روستای آباد است. آب معدنی این منطقه از سرشاخه‌های قنات‌های قزل کهریز و گوار برداشت می‌شود. آب معدنی عقیق در جنوب این روستا واقع است.

## پیشینه
قدمت گوار  
با توجه سنگ نبشته موجود  در  آستان مقدس حرم مطهر امامزاده ابوالقاسم و فرزندش امامزاده علی علیهما السلام (از احفاد امام حسن مجتبی علیه السلام) که بصورت عربی چنین نگاشته شده "سنه اثنی عشر ماتین"یعنی سال ۲۱۲هجری قمری ،می توان قدمت گوار را بیش از هزار سال تخمین زد.  
آستان مقدس گوار  
حرم مطهر ابتدا به‌صورت بقعه ای کوچک و گنبد خشتی و ضریح چوبی بود'در سال 1377 به دعوت استاد محترم  حجت الاسلام والمسلمین حاج شیخ علی منصوری از استاد خود  حضرت آیت الله العظمی لنگرودی رحمه الله علیه  با استقبال بی نظیر مردم ولایتمدار گوار به این روستا سفر می کنند و کلنگ بازسازی آستان مقدس گوار را به زمین می زند  و با همت و تلاش مردم متدین دارالمومنین گوار و هیئت امنا حرم مطهر طی 7سال بازسازی می شود 
وجه نامگذاری گوار  
در کتاب افتخارات استان مرکزی که در سه مجلد توسط اداره اوقاف اراک چاپ شده آمده نام اولیه  گوار شمس آباد بوده با هجرت آیت الله آخوند ملامحمدعلی شیرازی از نجف اشرف به این منطقه و سکونت در گوار با توجه به عظمت اجتماعی که در جامعه آن زمان داشته نام کوار  (برگرفته از شهرستان کوار شیراز) را انتخاب نموده بجای  شمس آباد قرار می دهند به مروز زمان لفظ کوار به گوار در محاورات اجتماعی تغییر پیدا می کند 
آثار باقی مانده از جمله آسیاب‌های آبی قدیمی واقع در حاشیه مرز بین گوار و روستای بان، آسیاب آبی واقع در حاشیه رودخانه قشلاق مزرعه معروف به زمین گردله، آسیاب آبی واقع در پشت مسجد جامع گوار محله سرآسیاب در مسیر آب قنات گوار حکایت از موقعیت استرتژیک و رونق اقتصادی این روستا در گذشته بوده‌است.
کشف سکه‌های قدیمی در ساخت و سازهای صورت گرفته در محل سه قلعه یاد شده و نیز آثار باقی مانده از تونل محافظتی و برج‌های دیدبانی در محله ای به نام سرتپه، حکایت از قدمت و اصالت این روستای کهن دارد.
این روستا سال ۸۷ به عنوان روستای نمونه هدف گردشگری از طرف اداره کل میراث فرهنگی، صنایع دستی و گردشگری استان مرکزی شناخته شد.
در گوار طایفه‌های زیادی زندگی می‌کنند از جمله منصوری های شیرازی و  منصوری‌های بگ؛ ایندو قدیمی‌ترین و بزرگ‌ترین طایفه ساکن این روستا هستند و منصوری های بگ از نسل اردشیر خان که که یکی از فرزندان او به‌نام منصور بگ به گوار امد و پسر او علی محمد خان وپسر علی محمد خان به‌نام فرج الله بگ وپسر فرج الله امان الله خان که در حال حاضر در گوار زندگی می‌کنند و امان الله خان رکرد بیشترین فرزندان در تاریخ بگها را داراست و پر جمعیت ترین طایفه درحال حاضر گوار است.  
روستای گوار مدفن علما و فقهای بزرگی همچون آیت الله آخوند ملامحمد علی شیرازی، آیت الله آخوند ملامحمد صادق (جریان تشرف ایشان محضر امام زمان عچ الله تعالی فرجه الشریف و ذکر دستورالعملی به آن عالم ربانی قبل دعای روز یکشنبه مفاتیح الجنان آمده است) آیت الله آخوند ملاعلی صدر گواری و آیت الله آخوند ملامحمد باقر رحمه الله علیهم اجمعین می باشد.

## قنات قره کهریز
در سال ۱۲۱۰ در حکومت فتح علی شاه قاجار که توسط این پادشاه بقایای دو دولت افشاریه و زند به دست این پادشاه منقرض شد، وضع کشاورزی ایران رونق تازه‌ای گرفت و در این میان شخصی به نام علی محمد یزدی داماد حاج محمدیزدی به اتفاق همسرش کربلایی معصومه بنا به دعوت شاهزاده گوار و عقیل آباد از یزد برای حفرقنات به قره کهریز آمدند. این شخص باهوش و ذکاوتی که داشته بعد از پاکوبیدن به زمین و گوش بر روی زمین گذاشتن مسیر آبهای زیرزمینی را تشخیص داده و ایشان با استفاده از کارگران مُقَنی مشغول به حفر قنات قره کهریز می‌شوند. دهنه قنات به اندازه‌ای بوده که ارباب شاهزاده با اسب وارد قنات می‌شده‌است.. پس از تلاش‌های فراوان و گذشت زمان در انتهای قنات در مادرچاه به سنگی برخوردمیکنند که علی محمدیزدی کار را تعطیل می‌کند و اعلام می‌دارد که فردا کسی که جهت حفرچاه وارد می‌شود باید وصیت‌نامه خود را نوشته باشد. شخصی داوطلب جهت حفر آماده می‌شود و باکلنگ تیز بر صخره سنگ می‌کوبد، ولی فشار آب امانش نمیدهدو آب باسرعت تمام آن فرد را باخود می‌برد و جان خود را از دست می‌دهد.